# حصامی (روستا)
 حصامی  به عربی ( الحَصامی )، روستایی است در دهستان یمانیه از توابع استان رَیمه در کشور یمن در شبه جزیره عربستان.

## جمعیت
جمعیت آن (۹۰ ) نفر (۸ خانوار) می‌باشد.